# Eloh
Eloh (англ. Элох) — музыкальная инди-игра, головоломка, доступная для мобильных устройств с операционными системами iOS и Android. Разработкой и выпуском занималась студия Broken Rules. Eloh является платным приложением. В игре необходимо расставлять тотемы в правильном порядке, чтобы они образовывали музыкальный ритм, нужный для прохождения уровня.

## Игровой процесс
Суть игры заключается в том, что игрок переставляет «маски» тотемов в таком порядке, чтобы музыкальная «линия» сумела дойти до точки «финала». Каждый уровень представлен рядом ячеек, в которых можно переставлять тотемы. Задача игрока — направить линию к финальной точке. Направление линии можно менять с помощью тотемов, каждый из которых поворачивает её направление на 90 градусов. При этом контакт линии и тотема образует ритмичный звук. Вместе тотемы в контакте с линией образуют мелодию. Сами тотемы представлены четырьмя видами: белый, алый, рыжий и карий. В начале игры доступны только белые тотемы, чем выше уровень, тем больше видов тотемов в нём появляются. Каждый из видов издаёт собственный звук.
По мере прохождения уровней, они становятся всё сложнее. Например в поздних уровнях необходимо направлять уже несколько музыкальных линий к нескольким точкам финала. При этом линия при контакте с тотемом окрашивается в цвет этого тотема. Цвет линии должен совпадать с цветом точки финала. Поэтому игрок также должен выбирать правильное расположение разных тотемов. На поздних уровнях также появляются блоки, которые возможно перемещать только в крайний левый или правый угол из трёх и более ячеек. Таким образом, чтобы поставить данный блок на «правильное» место, необходимо использовать тотемы или блоки на пересекающихся линиях. Также на поздних уровнях, на пути у музыкальной линии начинают попадаться «свёртки» вне ячеек, также меняющие цвет и направление музыкальной линии.

## Создание и выпуск
Разработкой игры занимался геймдизайнер Кристиан Баумгартнер, раннее принимавший участие в создании инди-игры Old Man's Journey в составе студии Broken Rules. Баумгартнер желал рано или поздно заняться собственным проектом и в течение нескольких месяцев в результате экспериментов разработал прототип игры, которому однако не хватало индивидуальности. Тогда Баумгартнер решил связаться с дизайнером Липом Комареллой, соучредителем анимационной студии Salon Alpin, и раннее помогавшей в разработке игры Old Man’s Journey. Во время обсуждения проекта, дизайнер и разработчик решили в итоге отразить в игре идею того, что «люди в повседневной жизни на столько заняты, что им сложно просто остановится, задуматься и прислушаться». Вокруг этой идеи и была в итоге создана визуальная тема для Eloh. При дальнейшей работе над художественным стилем, создатели пришли к выводу, что им также необходимо музыкальное сопровождение, для чего в проект был приглашён композитор Эндрю Рорманн. В определённый момент для Кристиана Баумгартнера стало ясно, что созданный им игровой движок не совместим с созданными визуальными и музыкальными эффектами. В итоге он обратился с помощью к программисту Яну Хэклу, главному геймдизайнеру игры Old Man’s Journey, который перенял на себя обязанность технической части разработки игры. Так, Eloh' из независимого проекта, стала проектом студии Broken Rules. Студия также выступила официальным издателем игры.
Выход игры состоялся 11 октября 2018 года для мобильных платформ iOS и Android.

## Восприятие
| Сводный рейтинг    | Сводный рейтинг |
| Агрегатор          | Оценка          |
| ------------------ | --------------- |
| Metacritic         | 89/100          |
| Иноязычные издания |                 |
| Издание            | Оценка          |
| Toucharcade        | [ 1 ]           |
| Pocket Gamer UK    | [ 2 ]           |
| Multiplayer.it     | 8,8             |
| Pocket Tactics     | [ 8 ]           |

Eloh получила положительные отзывы от игровых критиков, средняя оценка по версии агрегатора Metacritic составила 89 баллов из 100 возможных. По версии журнала Paste, Eloh вошла в список лучших мобильных игр 2010-х годов. Помимо прочего, игра выиграла «дизайнерскую премию» от Apple 2019 года наряду с 8 другими мобильными играми. Также игра была удостоена премии IMGA Global за лучшее музыкальное сопровождение.
Линдсей Мэйхью с сайта Toucharcade считает, что игра Eloh стала одним из лучших представителей жанра мобильной головоломки, совмещая в себе не только головоломки, но и прекрасные, загадочные визуальные эффекты, ориентированные на звук. Критик подчеркнула, что именно визуальные эффекты делают игру уникальной в своём роде, позволяют игроку погрузится в головоломки в полной мере и оказывают успокаивающий эффект даже на людей, мало понимающих в искусстве. Прохождение игры также побудило Линдсей к философским мыслям того, что разработчики через игру хотели донести мысль того, что «единственный способ решения проблемы ни в коем случае не лежит в спешки и панике, а вместо этого можно найти решение на любой вопрос, прислушавшись к ритму в собственном уме и направить его». Критик также указала правильность выбора разработчиков сделать игру платной вместо интеграции в неё рекламы, которая несомненно убивала бы медитативный музыкальный эффект.
Джон Мэнди с сайта Pocket Gamer заметил, что будучи знатоком мобильных игр-пазлов, он привык сначала выравнивать все нужные фигуры, чтобы потом проверять результат. Однако визуальная составляющая игры Eloh и отсутствие системы подсчёта очков, побудила критика экспериментировать с размещением блоков, одновременно наслаждаясь получаемыми звуковыми эффектами. Критик заметил, что для некоторых людей 85 уровней может оказаться маловато, учитывая, что первые уровни проходятся мгновенно, тем не менее критик по прежнему признал игру шедевром своего жанра: «„Eloh“ не заботится о звездных рейтингах или безупречном прохождении уровня. Она хочет, чтобы вы поигрались с каждым уровнем, почувствовали углы, создаваемые вами с помощью постоянно расширяющегося списка деталей, и наслаждались ударным звуком, издаваемым с каждым контактом».
Критик сайта Multiplayer заметил, что визуальная составляющая игры — её главное отличие от сотен остальных игр-головоломок. Если исключить музыкальное сопровождение и визуальные эффекты, то перед игроком пристаёт классическая серая и мозговитая головоломка, а её фундаментальная структура сохранилась в неизменном виде. Однако именно визуальные и музыкальные эффекты делают эту игру на столько приятной, увлекательной и незабываемой. Критик считает, что игре удалось совместить в себе одновременно простоту и красоту: побуждать игрока не волноваться об успехе прохождения уровня, а расслабляться под впечатлением музыкальных эффектов и прохождения уровней методом проб и ошибок.